# دهستان جیحون‌دشت
جیحون دشت دهستانی است از توابع بخش شرا شهرستان همدان در استان همدان ایران.

## جمعیت
براساس سرشماری سال ۱۳۸۵ جمعیت آن ۸٬۷۱۹ نفر (۱٬۹۴۶ خانوار) بوده‌است.